# Firing Squad
| Recensione | Giudizio |
| ---------- | -------- |
| AllMusic   | [ 1 ]    |

Firing Squad è il secondo album del gruppo hip hop M.O.P., pubblicato nel 1996 da Relativity Records ed Epic Records. Presenta le produzioni di DJ Premier, Big Jaz, Ali Dee, MOP, Laze E Laze.

## Tracce
1. Intro – 0:50
2. Firing Squad (Skit) – 0:41
3. Firing Squad (featuring Teflon) – 4:21 – DJ Premier
4. New Jack City (featuring Teflon) – 2:53 – DJ Premier
5. Stick to Ya Gunz (featuring Kool G Rap) – 3:51 – DJ Premier
6. Anticipation – 4:38 – M.O.P., Laze E Laze (co.-prod.)
7. Born 2 Kill – 4:33 – Big Jaz
8. Brownsville – 4:41 – DJ Premier
9. Salute – 2:14 – DJ Premier
10. World Famous – 4:11 – Big Jaz
11. Downtown Swinga ('96) – 3:41 – DJ Premier
12. Lifestyles of a Ghetto Child – 3:50 – Big Jaz
13. Revolution – 5:33 – M.O.P., Laze E Laze
14. Illside of Town – 3:35 – M.O.P., Laze E Laze
15. Nothin' 2 Lose – 4:31 – Ali Dee
16. Dedication – 1:19
17. Dead and Gone (featuring Battle) – 4:58 – M.O.P., Laze E Laze
18. Born 2 Kill (Jazz Mix) – 4:38 – Big Jaz

## Classifiche

### Classifiche settimanali
| Classifica (1996)         | Posizione massima |
| ------------------------- | ----------------- |
| Stati Uniti               | 94                |
| US Top R&B/Hip-Hop Albums | 12                |